# اسفنجان (اسکو)
اِسفَنجان یکی از روستاهای استان آذربایجان شرقی است که در شهرستان اسکو واقع شده‌است.که در مسیر راه اسکو  به روستای توریستی کندوان قرار دارد.این روستا ۳۶۶۰ نفر جمعیت دارد.